# Romuald Frejer
Romuald Frejer (ur. 29 marca 1926 w Mostach, zm. 18 września 1987 w Gdańsku) – polski rzeźbiarz, ceramik.

## Życiorys

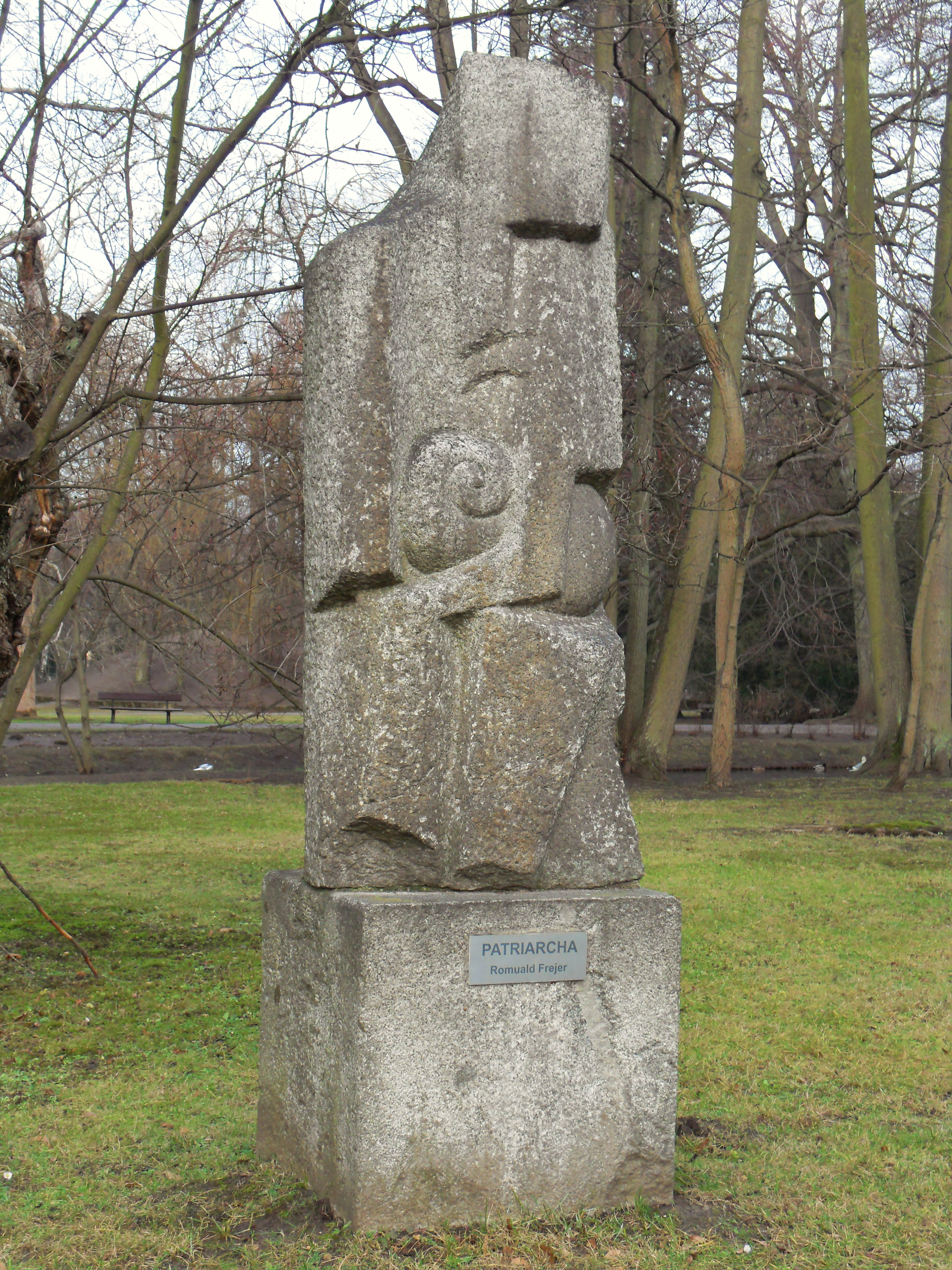
Rzeźba Patriarcha w Parku Oliwskim

Studiował na Wydziale Rzeźby Państwowej Wyższej Szkoły Sztuk Plastycznych w Gdańsku (od roku 1996: Akademia Sztuk Pięknych w Gdańsku); dyplom uzyskał w roku 1957 w pracowni profesora Stanisława Horno-Popławskiego. Pracował w latach 1956–1969 w Katedrze Projektowania Rzeźbiarsko-Architektonicznego PWSSP w Gdańsku.
Był założycielem studenckiego teatru „Co To”. Został pochowany na cmentarzu katolickim w Sopocie (kwatera E5-5-13).

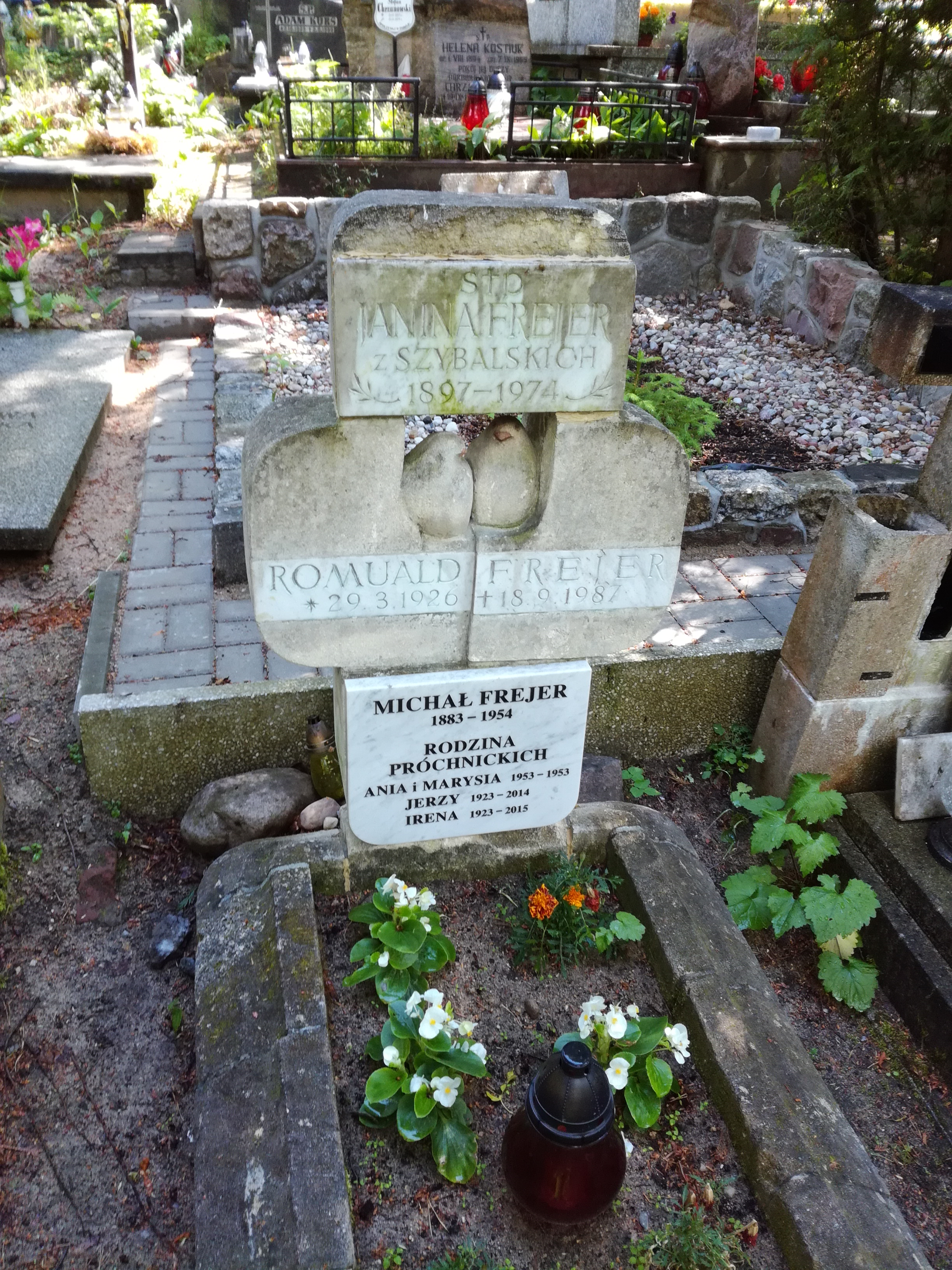
Grób Romualda Frejera na cmentarzu katolickim w Sopocie

Udział w wystawach okręgowych i ogólnopolskich, m.in.:
- "Festiwal Młodego Malarstwa i Rzeźby", 1957 r. - wyróżnienie
- "XV-lecie Wojska Polskiego", 1962 r.
- "Polskie Dzieło Plastyczne w XV-leciu PRL",1961 r., Warszawa
- "XX lat PRL w Twórczości Plastycznej", 1964 r., Sopot

Prace Romualda Frejera eksponowane były na wystawach międzynarodowych, m.in. w: Czechosłowacji 1966 r., 1975 r. NRD (w Berlinie) 1971 r., Norwegii (w Oslo) 1974 r.
Wystawy indywidualne, m.in.:
- BWA Sopot 1962 r.;
- ZPAP Sień Gdańska 1972 r.

Stałe ekspozycje jego prac znajdują się w Biskupinie i w Pieszczanach.